# Шкодринский санджак
Шкодринский санджак (тур. İskenderiye Sancağı, İşkodra Sancağı, алб. Sanxhaku i Shkodrës, серб. Скадарски санџак) — санджак Османской империи, существовавший на территории Албании с 1479 года и Черногории с 1496 по 1867 года, когда был преобразован в вилайет Шкодер.

## История
Создан на территории албанских земель Лежской лиги и черногорской Зеты после их присоединения к Османской империи. Албания утратила самостоятельность после осады Шкодера в 1478—1479 годов. В 1496 году санджак-бей Фериз-бей присоединил к санджаку Зетске княжество. Зета по сербским источникам с 1514 по 1528 год входила в выделенный из Скадарского санджака Черногорский санджак под управлением Станко Черноевича.
После битвы при Крусах в сентябре 1796 года Старая Черногория и часть Брды освободилась из-под власти Турции. В 1867—1913 годы на его месте существовал вилайет Шкодер. В результате Балканских войн в 1914 году на месте вилайета образовано независимое Албанское княжество.